# Distrito Histórico de Wanskuck
El Distrito Histórico de Wanskuck es un distrito histórico en la ciudad Providence, la capital del estado de Rhode Island (Estados Unidos). Abarca un pueblo de molinos con más de doscientos años de historia. Ya a mediados del siglo XVIII, había molinos en el West River en el norte de Providence, un desarrollo que continuó con el auge de la industrialización en el siglo XIX. El pueblo industrial de Wanskuck está organizado en torno a tres vías: Branch Street, Veazie Street y Woodward Road, y limita aproximadamente al este con Louisquisset Pike (ruta 146 de Rhode Island) y al noroeste con la línea de la ciudad con North Providence. El río West atraviesa el distrito, con sus orillas bordeadas por dos complejos de molinos de finales del siglo XIX. El área del pueblo incluye una variedad de ejemplos de viviendas para trabajadores de molinos, desde dúplex hasta casas adosadas, así como dos complejos de iglesias y un salón comunitario construido en 1884 por Wanskuck Company.
El distrito fue incluido en el Registro Nacional de Lugares Históricos en 1983.

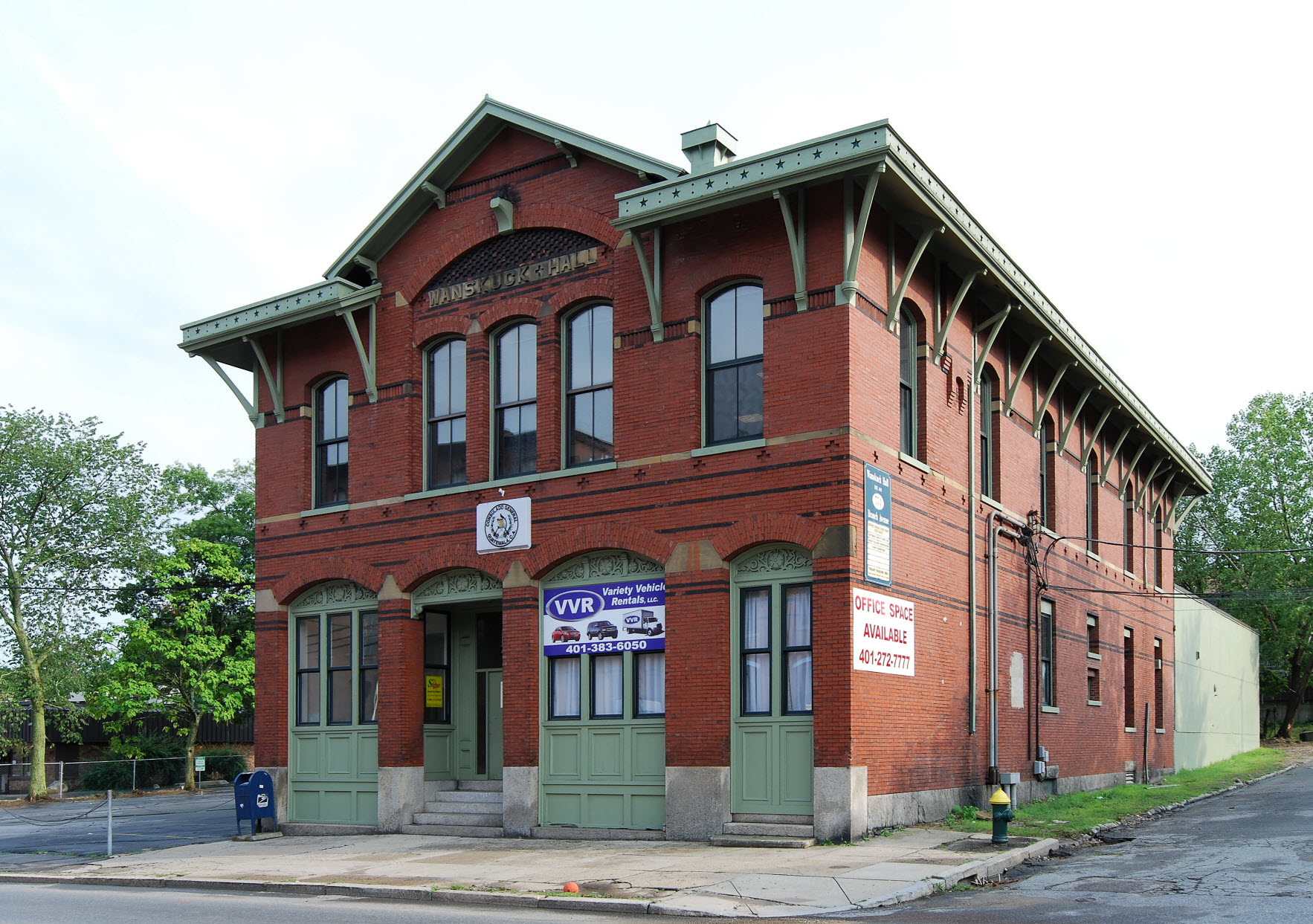
Salón Wanskuck